# RCR Arquitectes

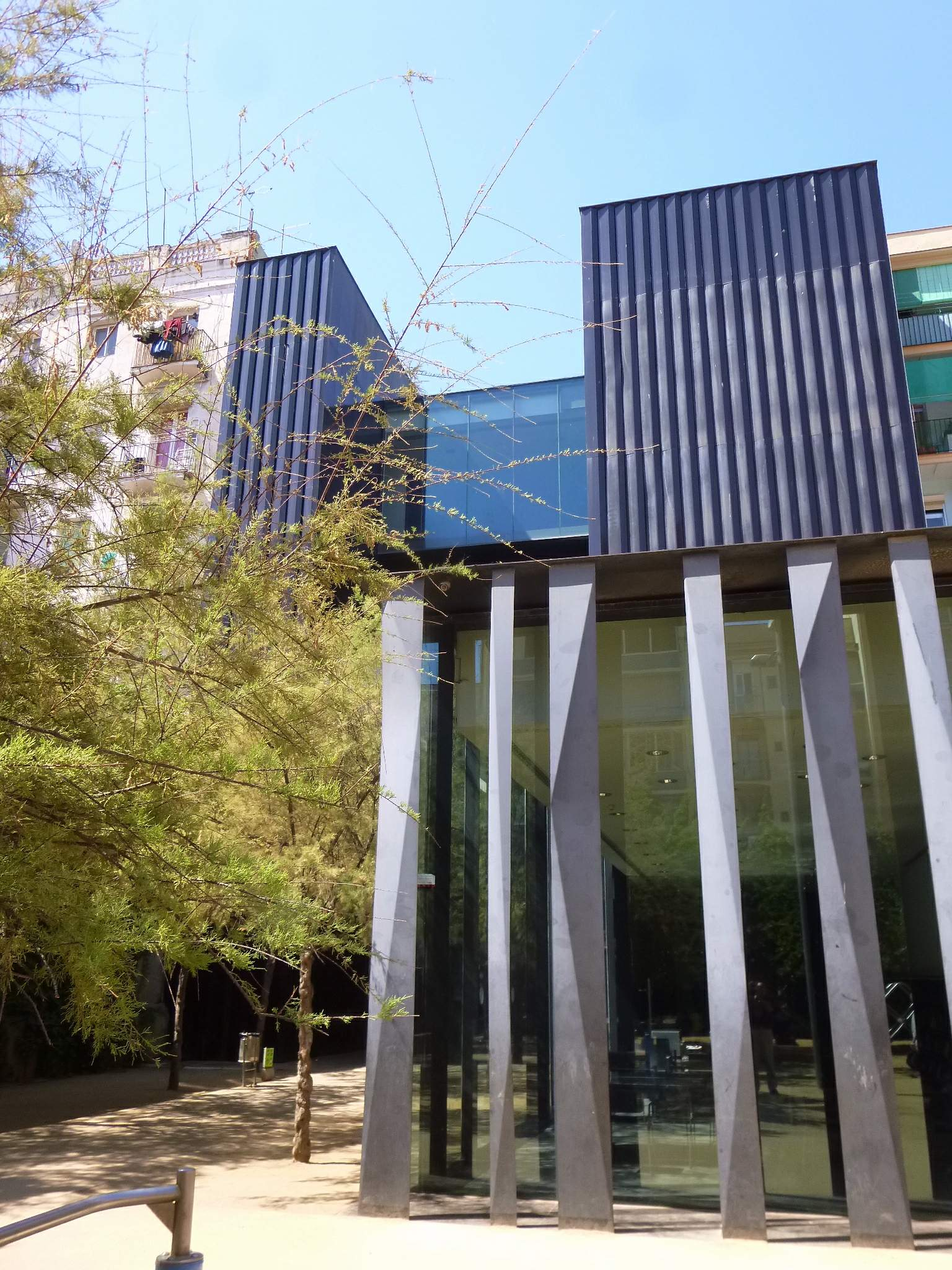
Die Bibliothek Joan Oliver in Barcelona-Sant Antoni

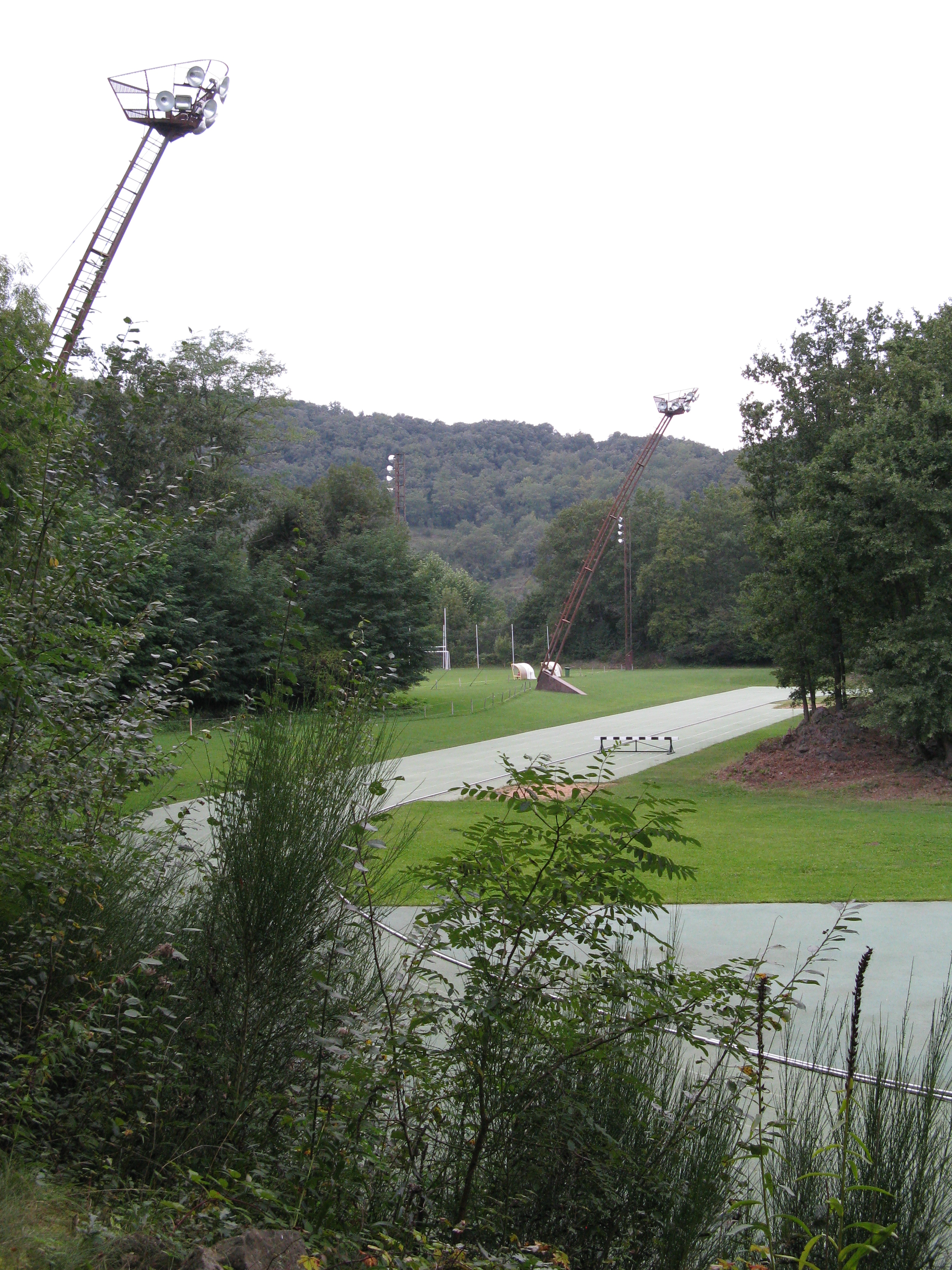
Das von RCR Arquitectes geplante Leichtathletikstadion von Olot

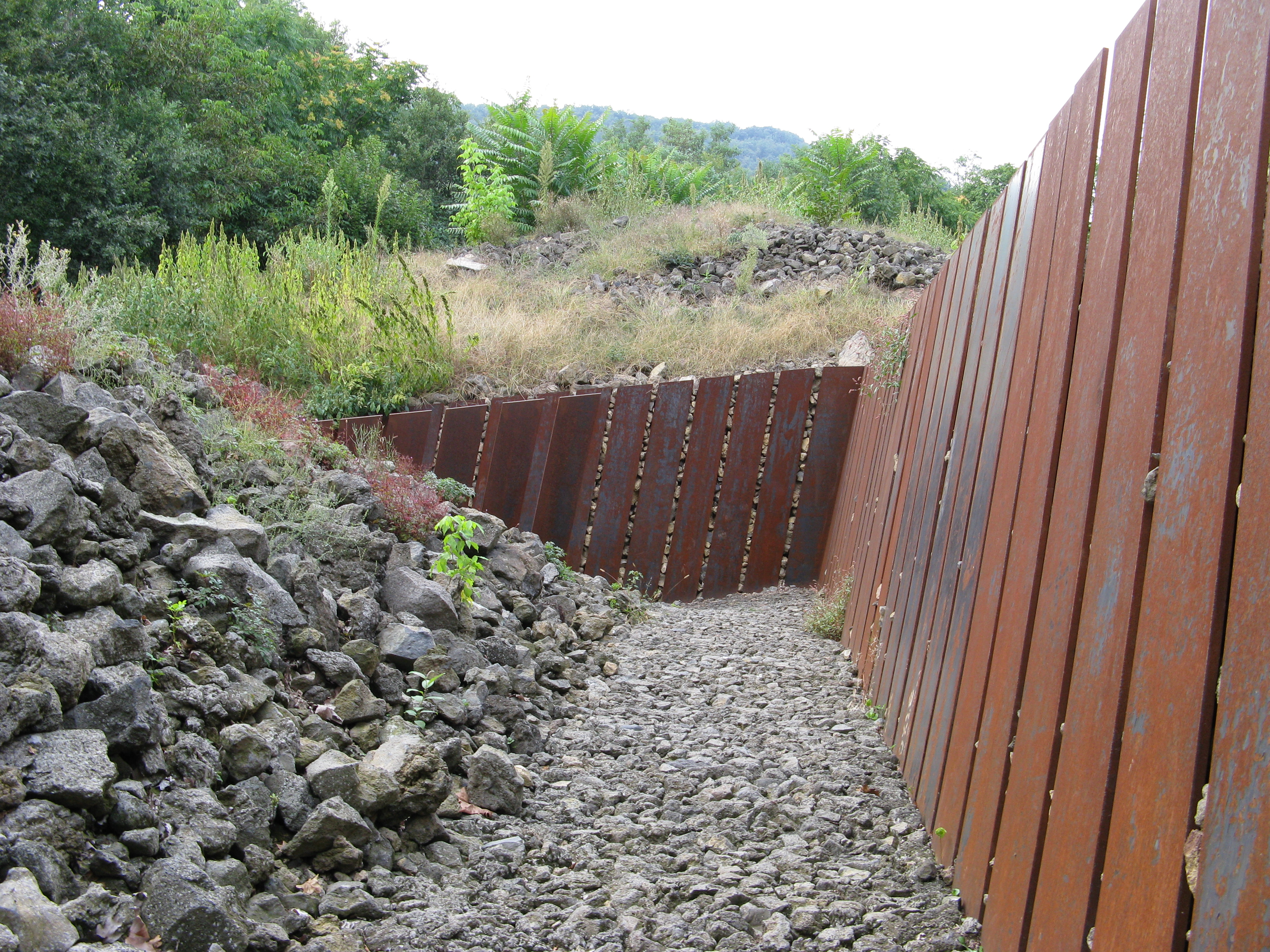
Eingang zum Natursteinpark Pedra Tosca in Les Preses

RCR Arquitectes ist ein in der katalanischen Künstlerstadt Olot in Spanien ansässiges Architekturbüro. Firmengründer sind die aus Olot stammenden Architekten Rafael Aranda Quiles (* 1961) und Carme Pigem Barceló (* 1962) sowie der aus Vic stammende Architekt Ramón Vilalta Pujol (* 1960). „RCR“ steht als Akronym für „Rafael, Carme, Ramon“, die Vornamen der Firmengründer.
Das Architektentrio wurde 2017 mit dem Pritzker-Architektur-Preis ausgezeichnet. Die Pritzker-Jury würdigte die herausragende Fähigkeit der drei Katalanen, ihre Bauwerke in die jeweilige Landschaft einzupassen und dabei gleichzeitig absolut passende Bezüge zu Ort und Zeit herzustellen sowie die Fähigkeit, lokale und internationale Werte mit ihren Bauten höchst gelungen zu vermitteln. Die Jury stellt dann weiter heraus, dass in dem konkreten architektonischen Werk nicht mehr die Handschrift eines Einzelnen erkennbar ist. Die überragende Qualität dieser Werke entsteht im Prozess der Diskussion und der Kooperation, im Prozess des Sich-Einbringens und des Zuhörens sowie Zusehends der drei Beteiligten. Vor diesem Hintergrund wurde diese Gruppe von Architekten mit dem Pritzker-Preis ausgezeichnet.
Alle drei Architekten haben an der Escola Tècnica Superior d’Arquitectura del Vallès (ETSAV) 1987 ihr Architekturstudium abgeschlossen und 1988 das Architekturbüro RCR Arquitectes in Olot gegründet. Sie arbeiten seit dieser Zeit an vielen gemeinsamen Projekten. Das Akronym „RCR“ steht für die Vornamen der drei Firmengründer. RCR hat Architektur in den Bereichen Kultur (Museen, Bibliotheken), Bildung und Erziehung (Kindergärten, Schulen, Universitätsbauten), Sport (Leichtathletikstadion), Hotellerie und Gastronomie, Wohnungsbau sowie Park- und Landschaftsgestaltung projektiert und realisiert. „Zu den besonders hervorgehobenen Bauprojekten von RCR zählen viele Gebäude in der Heimatregion, darunter das Sportstadion Tussols-Basil von Olot, die Bibliothek Joan Oliver in Barcelona-Sant Antoni (2007), das Weingut Bell–Lloc in Palamós (2007), der Kindergarten El Petit Comte in Besalú (2010) und das Theater La Lira in Ripoll (2011). Aber auch in Frankreich haben die drei Architekten gebaut, so zum Beispiel das Soulages-Museum in Rodez (2014).“ Ebenso hat RCR den Vulkansteinpark Pedra Tosca (2005) innerhalb des Naturschutzpark Vulkane der Garrotxa auf den Gemarkungen von Olot und Les Preses geplant und projektiert.